# Ibrahim al-Koni
Ibrahim al-Koni (* 1948 bei Ghadames in Libyen) ist ein libyscher Schriftsteller.

## Leben
Al-Koni ist bei den Tuareg in der Wüste aufgewachsen. Seine Muttersprache ist Tamascheq. Arabisch lesen und schreiben lernte er mit zwölf Jahren. 1970 ging al-Koni nach Moskau und studierte Vergleichende Literatur am Maxim-Gorki-Literaturinstitut. Anschließend arbeitete er in Warschau und Moskau als Journalist. 1993 zog er in die Schweiz, wo er mit dem Arabisten Hartmut Fähndrich bekannt wurde, der viele seiner Werke ins Deutsche übersetzt hat. Anlässlich der Eröffnungsfeier des Gastlandauftritts der Schweiz an der Frankfurter Buchmesse 1998 vertrat al-Koni als fünfter Autor nebst den Literaten der vier Schweizer Sprachregionen die fremdsprachige Literatur. Gegenwärtig lebt al-Koni in Spanien.

## Werk
Al-Konis Werke drehen sich hauptsächlich um den Begriff „Heimat“ und verbinden alte Erzählformen mit dem modernen Roman.
In Die Magier. Das Epos der Tuareg beschreibt er die Traditionen der Tuareg und die Konflikte zwischen nomadischen Tuareg und Sesshaften wie den Streit um das Wasser und um den Goldhandel. Der traditionell grenzenlose Lebensraum der Tuareg wird aber durch politische Grenzen zerstört, wodurch auch ihre Traditionen und ihre weltdeutenden Mythen verloren gehen. Am Beispiel der Tuareg diskutiert Al-Koni auch essentielle Fragen des Menschseins. Die eigentlich weglose Wüste steht als Metapher für den Lebensweg der Menschen, die sich nach dem Wâw, dem Traumort sehnen, aus dem die Urahnen vertrieben wurden.

## Werke in deutscher Übersetzung
- Blutender Stein. Roman aus Libyen, Lenos, Basel 1995, ISBN 3-85787-244-6
- Goldstaub. Roman aus Libyen, Lenos, Basel 1997, ISBN 3-85787-259-4
- Nachtkraut. Roman aus der Sahara, Lenos, Basel 1999, ISBN 3-85787-278-0
- Die Magier. Das Epos der Tuareg, Lenos, Basel 2001, ISBN 3-85787-315-9
- Schlafloses Auge. Aphorismen aus der Sahara, Lenos, Basel 2001, ISBN 3-85787-320-5
- Ein Haus in der Sehnsucht. Roman aus der Sahara, Lenos, Basel 2003, ISBN 3-85787-336-1
- Die steinerne Herrin. Ergänzende Episoden zum Epos der Tuareg, Lenos, Basel 2004, ISBN 3-85787-354-X
- Die verheißene Stadt. Roman aus der Sahara, Lenos, Basel 2005, ISBN 3-85787-370-1
- Meine Wüste. Erzählungen aus der Sahara, Lenos, Basel 2007, ISBN 978-3-85787-706-3
- Die Puppe. Roman aus der Sahara, Lenos, Basel 2008, ISBN 978-3-85787-389-8
- Das Herrscherkleid. Roman aus der Sahara, Lenos, Basel 2010, ISBN 978-3-85787-730-8

## Preise
- Schweizer Staatspreis für den Roman Blutender Stein, Schweiz 1995.
- Staatspreis in Libyen für sein Gesamtwerk, Libyen 1996.
- Preis des japanischen Übersetzungskomitees für den Roman Altebr, Japan, 1997.
- Schweizerischer Staatspreis für den Roman Die Magier, Schweiz, 2001.
- Französischer Preis für Solidarität mit fremden Völkern in „L’Oasis Cachèe“, Frankreich 2002.
- Großer Literaturpreis des Kantons Bern, für alle ins Deutsche übersetzten Werke, Schweiz 2005
- Preis für den Wüstenroman (Sebha Universität – Libya), 2005.
- Mohamed-Zafzaf-Preis für arabischen Roman, Marokko, 2005.
- Französischer „Chevalier de l'Ordre des Arts et des Lettres“, Frankreich 2006.
- Mondello Internationaler Literaturpreis für la patria delle visioni celesti e altri recconti del deserto, Italien 2009.
- „Goldenes Wort“, Preis des frankophonen Komitees der UNESCO, Frankreich 2010.
- Sheikh Zayed Book Award 2007–2008 für einen Roman.
- Arabischer Romanpreis – Kairo, Ägypten 2010.
- Shortlist des Man Booker International Prize (UK), 2015.
- Preis der Foundation Souad Al-Sabah House for Creativity and Culture, Kuwait 2022.